# Pedro Zerolo
Pedro Javier González Zerolo, né à Caracas (Venezuela) le 20 juillet 1960, et mort le 9 juin 2015 à Madrid (Espagne), est un homme politique espagnol, membre du Parti socialiste ouvrier espagnol (PSOE).
Zerolo a également été l'un des militants LGBT les plus importants dans l'histoire de l'Espagne et l'un des plus grands promoteurs de l'extension du droit au mariage et à l'adoption aux couples homosexuels dans le pays. Pedro Zerolo est également considéré comme une icône de la communauté LGBT en Espagne.

## Biographie
Il nait à Caracas (Venezuela) au sein d'une famille originaire des îles Canaries, plus précisément de l'île de Tenerife. 
Il suit des études de droit à l'université de La Laguna de Tenerife, où il a passé son enfance et son l'adolescence. Son père a été le premier maire de San Cristóbal de La Laguna (Tenerife) à l'époque de la démocratie et peintre connu.

### Activité politique
En 1998, il devient président de la Fédération nationale des gays et des lesbiennes. En 2004, il rejoint le bureau de l'International Lesbian and Gay Association.
En 2001 et 2003, il participe aux négociations entre le gouvernement et l'opposition pour faire passer le mariage homosexuel en Espagne.
En 2003, il est élu conseil municipal de Madrid, puis réélu en 2007, 2011. En 2015, bien qu'atteint d'un cancer du pancréas depuis plus d'un an, il est en troisième position sur la liste socialiste pour l'élection régionale en Communauté de Madrid.
En 2004, il est nommé secrétaire aux mouvements sociaux et organisations non gouvernementales de la commission exécutive fédérale du PSOE, poste qu'il a occupé jusqu'à sa mort le 9 juin 2015.

### Vie privée
Figure de proue du mouvement homosexuel en Espagne, il épouse son compagnon en 2005, à la suite de l'adoption de la législation du mariage homosexuel par le gouvernement de José Luis Rodríguez Zapatero.

### Titres posthumes
Le Cabildo insulaire de Tenerife a déclaré Pedro Zerolo « Fils illustre de Tenerife » le 14 juin 2019.